# Prvenstvo SR Hrvatske u rukometu za mlađe omladince
Prvenstva SR Hrvatske u rukometu za uzrast "mlađih omladinaca" (do 16 godina, danas "kadeti") su igrana igrana 1967., te od 1978. do 1991. godine. Organizirao ih je "Rukometni savez Hrvatske". 

## O natjecanju
Prvenstva su igrani kao turniri s pozvanim momčadima, ili nakon kvalifikacija, ili odigravanja regionalnih i lokalnih liga. Uz omladinske selekcije klubova, na natjecanju su povremeno sudjelovale i omladinske selekcije gradova, lokalnih saveza ili škola. Prvo prvenstvo je igrano u lipnju 1967. godine u okviru "Jugoslavenskih sportskih igara". Prvenstva se redovno održavaju od 1978. godine nakon odluke "Rukometnog saveza Hrvatske", gdje je uočen preveliki razmak bez natjecanja između uzrasta  "pionira" (do 14 godina) i "omladinaca" (do 18. godina). 

## Pregled prvenstava
| godina | datumi održavanja        | mjesto održavanja | momčadi | prvak             | doprvak              | napomene                                                                   |
| ------ | ------------------------ | ----------------- | ------- | ----------------- | -------------------- | -------------------------------------------------------------------------- |
| 1967.  | 25. lipnja 1967.         | Zagreb            | 5       | Split             | Reprezentacija Umaga | u okviru "Jugoslavenskih sportskih igara", nakon kvalifikacija po regijama |
| 1978.  | 18. – 19. studenog 1978. | Zagreb            | 10      | Kvarner Rijeka    | Medveščak Zagreb     |                                                                            |
| 1979.  | 23. – 24. studenog 1979. | Zagreb            | 10      | Medveščak Zagreb  | Borac Zagreb         |                                                                            |
| 1980.  | 22. studenog 1980.       | Zagreb            | 14      | Partizan Bjelovar | Borac Zagreb         | otvoreno prvenstvo                                                         |
| 1981.  | 21. – 22. studenog 1981. | Bjelovar          | 7       | Partizan Bjelovar | Zagreb-Viadukt       | sudjelovali prvaci Rukometnih saveza Zajednice općina                      |
| 1982.  | 20. – 21. studenog 1982. | Zagreb            | 8       | Zagreb-Viadukt I  | Partizan Bjelovar    |                                                                            |
| 1983.  | 12. – 13. studenog 1983. | Karlovac          | 8       | Zagreb-Viadukt    | Brda Split           |                                                                            |
| 1984.  | 17. – 18. studenog 1984. | Kutina            | 10      | Zagreb            | Zrinski Čakovec      |                                                                            |
| 1985.  | 16. – 17. studenog 1985. | Sisak             | 10      | Zagreb-Chromos    | Partizan Bjelovar    |                                                                            |
| 1986.  |                          |                   |         |                   |                      |                                                                            |
| 1987.  |                          |                   |         |                   |                      |                                                                            |
| 1988.  |                          |                   |         |                   |                      |                                                                            |
| 1989.  |                          |                   |         |                   |                      |                                                                            |
| 1990.  |                          |                   |         |                   |                      |                                                                            |
| 1991.  |                          |                   |         |                   |                      |                                                                            |

## Unutrašnje poveznice
- Popis hrvatskih rukometnih prvaka
- Prvenstvo SR Hrvatske u rukometu za omladince
- Prvenstvo SR Hrvatske u rukometu za pionire
- Prvenstvo Hrvatske u rukometu za juniore
- Prvenstvo Hrvatske u rukometu za kadete
- Prvenstvo Hrvatske u rukometu za mlađe kadete